# Lawndale (Kalifornia)
Lawndale város az USA Kalifornia államában, Los Angeles megyében. Lakosainak száma 31 807 fő (2020. április 1.).

## Népesség
A település népességének változása:
| Lakosok száma | 3119 | 32 769 | 31 807 |
|               | 1930 | 2010   | 2020   |